# Vengaboys
Vengaboys là một nhóm nhạc Eurodance của Hà Lan có trụ sở tại Rotterdam. Ban nhạc là sản phẩm trí tuệ của hai nhà sản xuất Hà Lan Wessel van Diepen và Dennis van den Driesschen (Danski và Delmundo), nhóm bao gồm ca sĩ chính Kim Sasabone, ca sĩ Denise Post-Van Rijswijk và hai nam ca sĩ Robin Pors và Donny Latupeirissa.
Vengaboys có được thành công thương mại vào cuối những năm 1990. Họ được biết đến với single hit  "We Like to Party", "Boom, Boom, Boom, Boom!!" và "We're Going to Ibiza". Hai bài đầu tiên đã đứng đầu các bảng xếp hạng ở Vương quốc Anh. Ban nhạc đã bán được khoảng 25 triệu đĩa trên toàn thế giới. 
Ngày 2 tháng 5 năm 2001, World Music Awards trao tặng Vengaboys Giải nhóm nhảy bán chạy nhất của năm.

## Album
- The Party Album (1999)
- The Platinum Album (2000)
- Xmas Party Album (2014)